# Rob Nilsson
Rob Nilsson, rodným jménem Robin Nelson, (* 29. října 1939 Rhinelander, Wisconsin) je americký filmový režisér, scenárista, herec, producent, básník a malíř. Natočil více než pětatřicet celovečerních hraných filmů a několik dokumentů. Jeho nejznámějšími filmy jsou Northern Lights (1978) a Heat and Sunlight (1987). Za první z nich, natočený ve spolupráci s Johnem Hansonem, získal Zlatou kameru na Filmovém festivalu v Cannes, za druhý Velkou cenu poroty na Filmovém festivalu Sundance. Naprostou většinu svých filmů uvedl až ve vyšším věku; do svých šedesáti let natočil pouze šest celovečerních hraných filmů, z toho jeden televizní. Většinu svých filmů natočil v San Franciscu a okolí, několika málo výjimkami jsou filmy natočené v Japonsku, Jihoafrické republice, Jordánsku a také v rodném Wisconsinu.
Valná většina jeho filmů měla premiéru na malém Filmovém festivalu v Mill Valley a do širší distribuce se nedostala. Je zastáncem filmování bez pevného scénáře, jeho filmy nejsou v první řadě zaměřeny na příběh, ale na charaktery postav. Přesto některé své filmy natočil podle standardních scénářů a rovněž psal scénáře pro jiné režiséry. Jako herec vystupoval – kromě svých vlastních filmů – v devíti filmech Bobbyho Rotha, v několika televizních seriálech včetně Miami Vice a Beverly Hills 90210 a v několika filmech nezávislých filmařů ze svého okolí. V sedmdesátých letech působil v krátce existujícím filmařském kolektivu Cine Manifest. Vydal dvě knihy, sbírku básní a soubor textů o svých filmových názorech a postupech. Pořádá workshopy pro začínající filmaře.

## Mládí
Rob Nilsson se narodil ve městě Rhinelander na severu amerického státu Wisconsin jako Robin Nelson (profesionálně používá pošvédštěnou formu příjmení) do rodiny švédsko-norského původu. Jeho otcem byl Kenneth Norman Nelson (1912–1990) a matkou Margaret Emelie Nelson (roz. Holmboe; 1912–1974). Měl mladšího bratra Gregoryho Geralda (1946–2001). Jeho dědou z matčiny strany byl Frithjof Holmboe (1879–1966), narozený v Norsku a od 80. let 19. století žijící v USA, později fotograf a filmař, který natáčel převážně propagační filmy o životě v Severní Dakotě. V roce 1954 se rodina usadila v Mill Valley v Kalifornii, kde Robin absolvoval Tamalpaisskou střední školu a rovněž se učil hře na trubku. V roce 1957 nastoupil na Harvardovu univerzitu, kterou úspěšně dokončil v roce 1962 s diplomem z angličtiny. Ještě předtím, v roce 1960, však studia na jeden rok přerušil a inspirován Kerouacovým románem Na cestě cestoval autostopem po USA a později pracoval na lodích; navštívil mimo jiné několik jihoamerických zemí a autostopem procestoval Evropu; několik měsíců žil v Paříži.
Během studií začal psát básně a malovat a rovněž se začal angažovat v hnutí za občanská práva. Později vstoupil do Mírových sborů (vybral si Mírové sbory, aby se vyhnul odvodu do Vietnamské války) a v roce 1965 odjel do Nigérie, kde pracoval jako učitel angličtiny na škole v Okeagbe. Tam se seznámil s Davidem Schickelem, dalším Američanem z Mírových sborů, s nímž sdílel zájem o filmy. O film se Nilsson začal zajímat poté, co v New Yorku uviděl Cassavetesův snímek Stíny, o kterém později uvedl, že „[m]ísto toho, aby se pokoušel předložit dokonalé obrazy, jako většina filmů, které jsem viděl, byl drsný a texturovaný – nefiltrovaný portrét skutečného lidského chování.“ Svůj první film The Lesson natočil Nilsson v Nigérii na 8mm kameru značky Bell & Howell. Premiéru měl v roce 1967 v Lagosu, ale poté, co se Nilsson usadil v Bostonu, byla jediná kopie ukradena z jeho bytu a již nikdy nenalezena. V Bostonu se živil jako noční taxikář, volný čas trávil malováním. Rovněž natočil další hraný film nazvaný The Country Mouse (1968) a dokument Bag (1969), natočený při práci na ulicích a taxikářských stanovištích. Roku 1970 natočil šestiminutový film Gotta Be Otto v rámci soutěže sponzorované režisérem Ottem Premingerem. Nilsson se svým filmem soutěž, jejíž hlavní cenou byla odměna ve výši 1000 dolarů, vyhrál, ale peníze nikdy nedostal. V roce 1967 se mu a jeho manželce Indiře narodila dcera Robindira.

## Kariéra
Počátkem sedmdesátých let se vrátil do Kalifornie a začal pracovat jako učitel umění na Marin Country Day School. Spolu se šesticí dalších filmařů, sdílejících politické přesvědčení založené na marxismu – Eugenem Correm, Peterem Gessnerem, Johnem Hansonem, Judy Irolou, Stephenem Lighthillem a Stevem Waxem – působil v kolektivu Cine Manifest (1972–1978). Ze spolupráce jeho členů vzešly dva celovečerní filmy: první ve spolupráci Corra, Gessnera, Waxe a Lighthilla, druhý režírovali Nilsson s Hansonem a kameramankou byla Irola. Šlo o film Northern Lights, částečně založený na vzpomínkách farmáře a odboráře Henryho Martinsona. Odehrává se na počátku 20. století a popisuje strasti farmářů, převážně švédských a norských přistěhovalců, a počátky hnutí Nonpartisan League. Většinu postav – s výjimkou tří –, stejně jako v Nilssonových pozdějších filmech, ztvárnili neherci. Snímek byl uveden na 32. ročníku Filmového festivalu v Cannes a získal Zlatou kameru za nejlepší filmový debut. Ze spolupráce režisérské dvojice vzešla rovněž trojice krátkých dokumentárních filmů, označovaná jako Prérijní trilogie (Prairie Trilogy), zabývající se týmž tématem; jde o filmy Prairie Fire (1976), Survivor (1980) a Rebel Earth (1980).

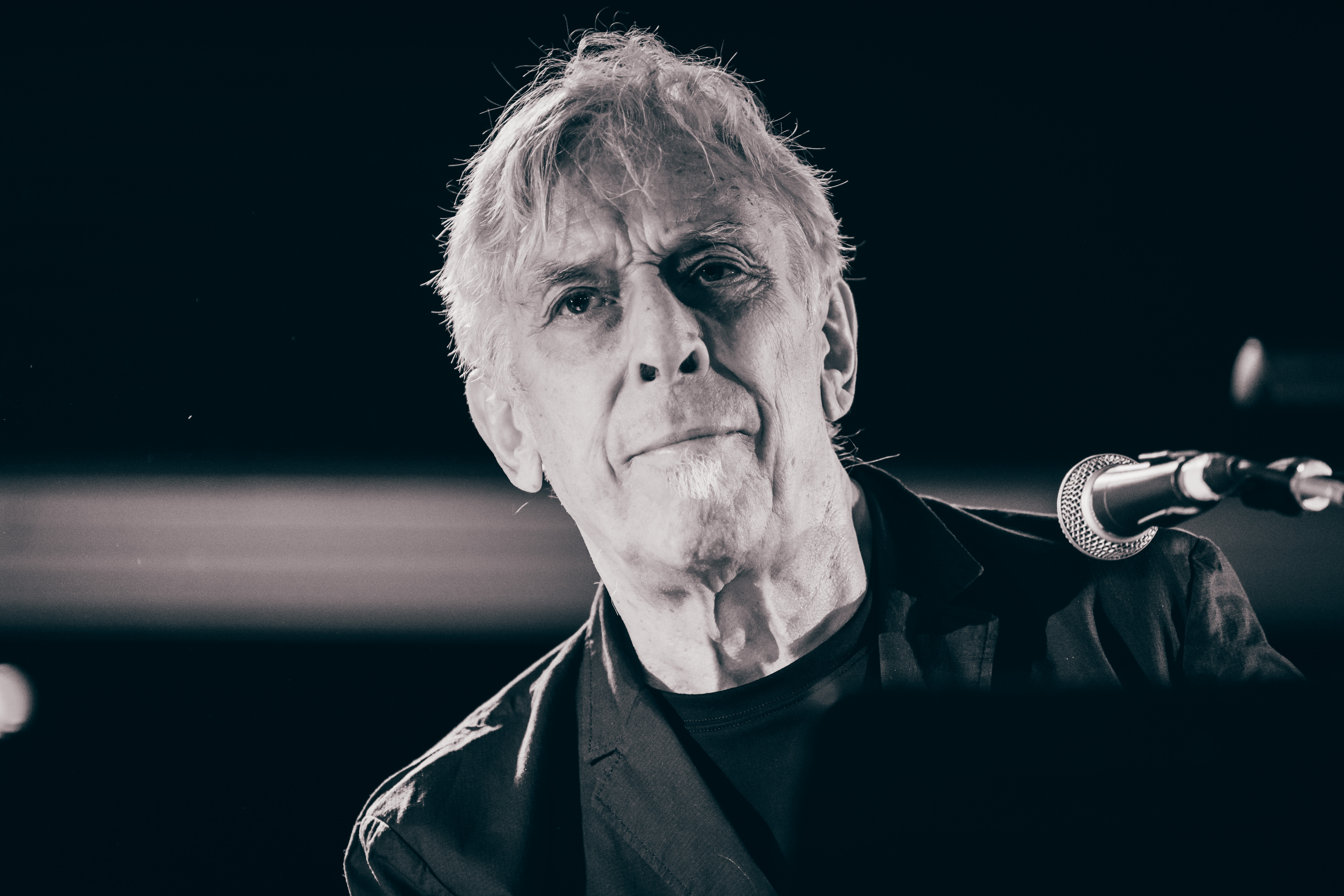
Hudebník John Cale, o kterém Nilsson natočil dokumentární film a později jej obsadil do jednoho ze svých hraných filmů.

Nilssonovým dalším celovečerním filmem, prvním, který režíroval sám, je Signal Seven z roku 1984, inspirovaný jeho vlastními zkušenostmi z dob, kdy se živil jako taxikář. Pojednává o kolektivu sanfranciských taxikářů při noční směně; ti jezdí po městě, na stanovišti hrají karty a povídají si, když se dozvědí, že jejich kolega byl zavražděn (signál 7 z názvu filmu je rádiové volání taxikáře v nesnázích). Příběh filmu byl předem daný, ale dialogy vzešly z improvizací (Nilsson se inspiroval Cassavetesovými filmy a Signal Seven je věnovaný právě jemu). Premiéra filmu proběhla v roce 1984, ale do širší distribuce se dostal až v roce 1986, nedlouho po uvedení Nilssonova dalšího filmu On the Edge. Ten pojednává o muži (Bruce Dern) účastnícím se běžeckého závodu navzdory zákazu a vyprodukovala jej společnost New Front Films, kterou založil spolu s Hansonem. Svůj další film Heat and Sunlight, v němž zároveň ztvárnil hlavní roli, uvedl Nilsson v roce 1987. Pojednává o americkém fotožurnalostovi Melu Hurleym, vracejícím se do San Francisca z Biafry (stát v Nigérii existující koncem šedesátých let), který se poté, co se nedočkal své milenky na letišti, bezcílně toulá městem. Snímek byl uveden na Filmovém festivalu Sundance, kde získal velkou cenu poroty za nejlepší hraný film. Jak v Heat and Sunlight, tak i v Signal Seven, ztvárnil menší role David Schickele; po jeho smrti v roce 1999 mu Nilsson většinu svých filmů věnuje. Roku 1988 režíroval první čtyři epizody detektivního seriálu The Street. V roce 1989 natočil dokumentární film Words for the Dying sledující hudebníky Johna Calea a Briana Ena během nahrávání jejich společného stejnojmenného alba. Téhož roku byl rovněž uveden snímek The Method, který podle Nilssonova scénáře natočil Joseph Destein.
Od konce osmdesátých let hrál Nilsson v několika filmech a televizních seriálech, převážně v režii Bobbyho Rotha, pokud není uvedeno jinak: Baja Oklahoma (1988), Dead Solid Perfect (1988), Rainbow Drive (1990), Love Can Build a Bridge (1995), Copycat (r. Jon Amiel; 1995), Amanda (1996), The Inheritance (1997), Tell Me No Secrets (1997), Clouds (r. Don Thompson; 2000), Dancing at the Harvest Moon (2002) a Berkeley (2005); po jedné epizodě v seriálech Miami Vice (1986), Beverly Hills 90210 (1992) a Případ pro Sam (1997). V roce 1992 začal ve čtvrti Tenderloin v San Franciscu, notoricky známé obrovskou kriminalitou a bezdomovectvím, pořádat herecký workshop pro bezdomovce a i další zájemce z řad veřejnosti, zpočátku nazývaný Tenderloin Action Group, později Tenderloin yGroup. Spolu s nimi v roce 1993 natočil film Chalk, uvedený až v roce 1996. Jedním z důvodů, proč se začal stýkat s bezdomovci, byla snaha najít svého mladšího bratra Grega, v té době deset let nezvěstného. Nakonec se mu to podařilo a dokonce jej obsadil do malé role ve filmu Chalk. V roce 1998 režíroval televizní film, remake o čtyřicet let staršího stejnojmenného snímku, A Town Has Turned to Dust podle scénáře Roda Serlinga. Následně se vrátil k práci s neherci z jeho workshopů a vytvořil filmový cyklus 9@Night – devět celovečerních snímků, vždy začínajících v devět hodin večer a odehrávajících se během následné noci. Každý z nich sleduje jiné hlavní postavy, ale vedlejší osoby se prolínají z filmu do filmu. Sérii tvoří filmy Noise (2002), Used (2007), Attitude (2003), Singing (2000), Stroke (2000), Scheme C6 (2001), Need (2005), Pan (2006) a Go Together (2007). Přestože většinu rolí ztvárnili neherci nebo lidé z užšího okruhu filmařů kolem Nilssona, najde se několik výjimek, například Bill Ackridge, Ron Perlman a Robert Viharo. Rovněž je autorem scénáře k filmu Bill's Gun Shop (2001).

## Roky produktivity
Po šedesátce, kdy začal točit filmy s ještě nižším rozpočtem než do té doby, zažíval Nilsson období produktivity. Kromě devítidílného cyklu 9@Night (2000–2007), natočil několik filmů při workshopech v různých vzdálených částech světa. Tyto filmy byly vymyšleny, improvizační metodou nazkoušeny a natočeny během několika dnů. Prvním z nich je snímek Winter Oranges (2000) natočený v Japonsku, na malém ostrově nedaleko Hirošimy. Pojednává o muži, kterého již nebaví žít na malém ostrově a sní o odchodu do Tokia. Film byl natočen během tří dnů. Film Security (2005) vychází z doby Nilssonova působení na Kalifornské univerzitě v Berkeley v roce 2002, které přijal za účelem natočení filmu. Popisuje paranoiu a nejistotu studentů po teroristických útocích ze září 2001. Výsledný film byl sestříhán z pětadvaceti hodin materiálu natočených při improvizovaných zkouškách. Film Samt (2004), natočený v Jordánsku, pojednává o tamní rodině a řeší mimo jiné postavení ženy ve společnosti. Film Opening (2006), natočený během tří dnů, vznikl ze spolupráce s festivalem Kansas City Filmmakers Jubilee. Odehrává se na vernisáži první velké výstavy mladé malířky a sleduje zákulisní problémy. Snímek Frank Dead Souls vznikl v Jihoafrické republice a sleduje počínání skupiny novinářů poté, co se jim při cestě na teambuildingové setkání rozbije uprostřed ničeho autobus. Podobně jako u ostatních filmů Nilsson o Frank Dead Souls uvedl, že do Jihoafrické republiky přijel bez jakéhokoliv nápadu, o čem by film, který hodlá natočit, měl pojednávat. Převážná část filmu A Leap to Take (2013), jehož premiéra proběhla na Mezinárodním filmovém festivalu v Moskvě, byla natočena během pouhých tří a půl hodiny. Snímek Next Week in Bologna (2016) byl vymyšlen, obsazen a natočen během sedmi dnů s dvaceti studenty na Nilssonově master classu v Bologni.
V roce 2008 byl uveden film Presque Isle, který byl na rozdíl od většiny ostatních Nilssonových filmů natočen podle standardního scénáře. Pojednává o muži, který se po rozpadu milostného vztahu vydává do svého rodiště v severním Wisconsinu (rovněž Nilssonovo rodiště) a uprostřed lesů se vypořádává s bolestí. Následujícího roku byl uveden film Imbued, ve kterém hlavní roli postaršího gamblera ztvárnil hollywoodský herec Stacy Keach. I ten vychází ze standardního scénáře, ale jsou v něm i improvizované dialogy. Snímek Sand (2010) pojednává o přátelství staré ženy a homosexuálního čtyřicátníka bez domova. Dokument What Happened Here? (2011) je filmovou esejí o Nilssonově vztahu k Lvu Trockému, režisér v něm cestuje do revolucionářova rodiště a snaží se pochopit kořeny pro vznik jeho filozofie. Téhož roku byl uveden hraný film The Steppes vyprávějící o ženě, nyní majitelce hotelu v Tenderloinu, jejíž rodina zemřela při hladomoru na Ukrajině v letech 1932 až 1933.
V říjnu 2012 byl uveden další Nilssononův film, Maelstrom, sledující mladý francouzsko-portugalský pár při pobytu v Marin County. Collapse (2013) sleduje bývalého hlavního tanečníka baletního souboru, který se vrací, aby představil nový balet; naráží však na neřešitelné finanční obtíže. Další film, A Bridge to a Border (2014), se odehrává výhradně v noci a sleduje skupinu aktivistů, kteří plánují odstřelit Bay Bridge. Dalším Nilssonovým filmem je Permission to Touch (2015). Nilsson si v něm po sedmadvaceti letech zopakoval roli fotografa Mela Hurleyho z filmu Heat and Sunlight. Snímek byl natočen během jediného dne, aniž by jediná scéna musela být opakována. Film Love Twice (2016) pojednává o scenáristovi, neúspěšně se snažícím dokončit scénář. V menších rolích v něm hráli John Cale a Carl Lumbly.
Děj filmu The Fourth Movement (2017) se odehrává 8. listopadu 2016, v den prezidentských voleb, a rovněž den, kdy je otevřen nový jazzový klub, v němž vystupuje sextet Freda Randolpha a návštěvníci čekají na výsledky voleb. O dva roky později, v říjnu 2019, se dočkal premiéry Nilssonův další film, Arid Cut. Režisér se v něm vrací k problematice bezdomovectví, které se věnoval již v cyklu 9@Night. Hlavní roli v něm ztvárnil Nighttrain Schickele, syn Davida Schickeleho. Jde o první část tzv. Nomádské trilogie (Nomad Trilogy), kterou dále tvoří filmy Center Divide (2021) a Faultline (2022). První z nich měl premiéru v říjnu 2021.
Řada Nilssonových filmů měla své premiéry na Filmovém festivalu v Mill Valley; jde o filmy Singing (2000), Stroke (2000), Scheme C6 (2001), Samt (2004), Need (2005), Pan (2006), Used (2007), Go Together (2007), Frank Dead Souls (2008), Presque Isle (2008), Imbued (2009), Sand (2010), What Happened Here? (2011), Maelstrom (2012), A Bridge to a Border (2014), Permission to Touch (2015), Love Twice (2016), The Fourth Movement (2017), Arid Cut (2019) a Center Divide (2021).
V roce 2021 ztvárnil hlavní roli ve videoklipu „Thirsty“ od písničkáře Alexise Hartea. Režisérem klipu je Josh Peterson, který hrál v několika Nilssonových filmech. Dále hrál v několika dalších filmech, často režírovaných spolupracovníky z jeho vlastních filmů: Raise Your Kids on Seltzer (2015; r. Daniel Kremer), Sacred Blood (2015; r. Christopher Coppola), Ezer Kenegdo (2017; r. Daniel Kremer a Deniz Demirer), Overwhelm the Sky (2018; r. Daniel Kremer) a Odds (2018; r. Jeff Kao). V roce 2007 vydal sbírku básní From a Refugee of Tristan da Cunha. Roku 2013 vydal knihu Wild Surmise: A Dissident View, ve které přibližuje své názory a postupy ve světě kinematografie.

## Vzory a styl

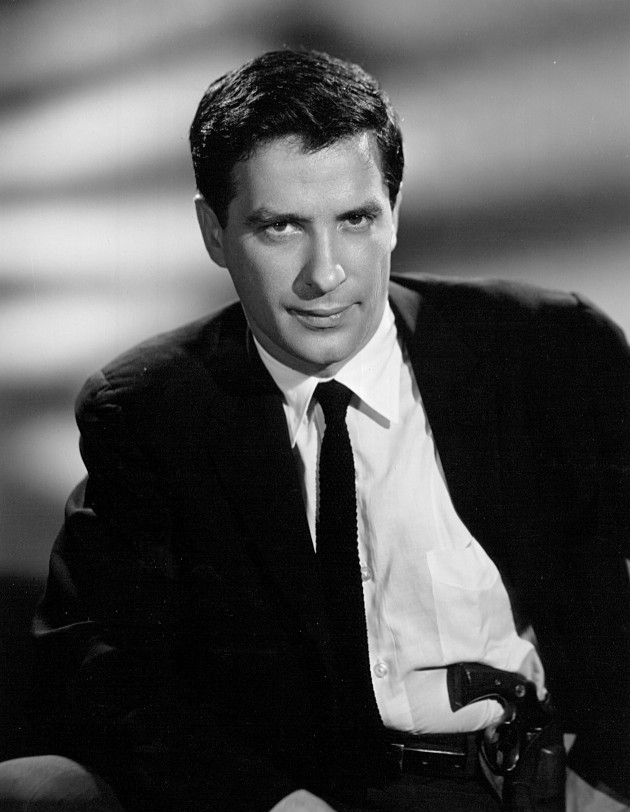
John Cassavetes, Nilssonův primární vzor.

Největším filmařským vzorem Roba Nilssona je americký režisér řeckého původu John Cassavetes, kterého obdivuje již od jeho prvního filmu Stíny (1958). Ke konci jeho života (zemřel v r. 1989) se s ním dokonce spřátelil, jeden svůj film mu věnoval a dostalo se mu od něj chvály. Druhým z jeho největších vzorů je Švéd Ingmar Bergman. Mezi jeho další oblíbené režiséry patří Andrej Tarkovskij, Satjádžit Ráj, obzvlášť jeho trilogie o Apuovi (Žalozpěv stezky, Nezdolný a Hlas krve; 1955–1959), François Truffaut a Tony Richardson, v případě těchto dvou pouze jejich rané filmy. Je odpůrcem velkých hollywoodských filmů, a to jak soudobých, tak i klasických. Uvedl, že ze starého Hollywoodu uznává deset nebo dvanáct filmů a zbytek mu nic neříká. V roce 2012 uvedl, že „nejlepší američtí filmaři jsou Angličané“, narážeje na dva jeho oblíbené filmy Mikea Figgise, Leaving Las Vegas (1995) a Timecode (2000). Jako básníka jej ovlivnili Conrad Aiken, Vladimir Majakovskij, Osip Mandelštam a Walt Whitman.
Nilsson natáčí filmy bez účasti velkých filmových společností a studií, patří tedy mezi tzv. „nezávislé“ filmaře. Sám toto označení však v oblibě nemá, označuje se za „závislého“ – závislého na životě, který denně pozoruje ve svém okolí. Po celou svou kariéru se Nilsson, inspirován Cassavetesem, ve svých filmech snaží znázorňovat životy obyčejných lidí. Svůj styl nazývá Direct Action (tj. přímá akce) – příběhy a postavy z jeho filmů vychází ze skutečných lidí a jejich vlastností. Jeho filmy často pojednávají o neúspěchu; zabývá se tématy bezdomovectví, prostituce a života na okraji společnosti. Často natáčí přímo na ulicích s lidmi, kteří nejsou profesionálními herci. Říká, že není nutné najímat herce velkých jmen, ale stačí vyjít na ulici; v roce 2003 k tomu řekl: „Lidé mají talent být sami sebou. Jsou to talentovaní lháři, jsou talentovaní pravdomluvci, jsou to talentovaní lidé se srdcem a hlubokým citem. Jsou schopni všech forem emocionální výměny. Proč? Protože to děláme každý den.“ Později mimo jiné uvedl, že takoví lidé nemusí být nutně schopní zahrát Shakespearea nebo jediný předem napsaný řádek, ale díky schopnosti improvizace mohou překonat i toho největšího scenáristu. Většina jeho filmů nemá standardní psané scénáře, ale jen nástin příběhu, přičemž vše ostatní vzniká za intenzivního zkoušení prostřednictvím improvizace. Chce tím dosáhnout toho, že filmy vychází „ne z autorů, ale z interpretů.“ V titulcích jeho filmů v naprosté většině není uváděn žádný scenárista, ale formulace typu „improvizováno herci“. Jeho filmy nejsou primárně zaměřeny na příběh, ale na charaktery postav; v souvislosti s tím jsou záběry často velmi blízko obličejům herců.
Od osmdesátých let nenatáčí na klasický film, ale na digitální kamery. Už film Signal Seven (1984) byl natočen na videokameru a později pro kinodistribuci převeden na 35mm film. Na moderním digitálním filmu vyzdvihuje jeho flexibilnost. Například když natáčí bez úředního povolení uprostřed noci na neuzavřené ulici, je mnohem snazší natáčet na malou ruční kameru, s velkou by byla scéna příliš nápadná a mohla by přilákat například policii. Pokud není možné natáčet přímo v lokaci ani s malou kamerou, využil Nilsson v několika případech greenscreenového studia; například nebylo možné získat povolení pro zastavení automobilu na mostu při natáčení filmu A Bridge to a Border a scéna byla natáčena ve studiu. Nevýhodou byla (v raných dobách digitálu) mnohem horší kvalita obrazu; Nilsson však prohlašuje, že pro jeho příběhy se méně kvalitní, tedy „drsnější“ kvalita, hodí více. Se zlepšením kvality kamer natáčel filmy na digitální zrcadlovky a dokonce na chytré telefony, schopné dodat záběry v rozlišení 4K, a to díky moderním senzorům i v téměř naprosté tmě. Díky tomu, že většinou neřeší oficiální povolení, neplatí hvězdné herce a točí na dostupné kamery, je schopný natočit film téměř bez peněz, tj. nikoliv „nízkorozpočtově“, ale téměř „bezrozpočtově“.
Většina jeho filmů je černobílých a velké množství z nich se odehrává v noci; podle Nilssona je noční natáčení snazší mimo jiné kvůli absenci stínů a neměnnosti slunečního světla, které se ve dne neustále mění; zároveň však preferování nočních souvisí s tím, že lidé jsou – podle Nilssona – v noci zranitelnější a otevřenější.

## Dílo

### Filmografie[p 3]
| Rok           | Film                                     | Funkce  | Funkce     | Funkce    | Funkce | Poznámky                                                     |
| Rok           | Film                                     | Režisér | Scenárista | Producent | Herec  | Poznámky                                                     |
| ------------- | ---------------------------------------- | ------- | ---------- | --------- | ------ | ------------------------------------------------------------ |
| 1967          | The Lesson                               | Ano     | —          | Ano       | Ano    |                                                              |
| 1968          | The Country Mouse                        | Ano     | —          | Ano       | —      | Krátkometrážní film.                                         |
| 1969          | Bag                                      | Ano     | —          | —         | —      |                                                              |
| 1970          | Gotta Be Otto                            | Ano     | —          | —         | —      | Krátkometrážní film.                                         |
| 1976          | Prairie Fire                             | Ano     | —          | —         | —      |                                                              |
| 1978          | Northern Lights                          | Ano     | Ano        | Ano       | Ne     |                                                              |
| 1980          | Rebel Earth                              | Ano     | —          | —         | —      |                                                              |
| 1980          | Survivor                                 | Ano     | —          | Ano       | —      |                                                              |
| 1984          | Signal Seven                             | Ano     | —          | Ne        | Ne     |                                                              |
| 1986          | On the Edge                              | Ano     | Ano        | Ano       | Ne     |                                                              |
| 1986          | Miami Vice                               | Ne      | Ne         | Ne        | Ano    | Televizní seriál; epizoda „Better Living Through Chemistry“. |
| 1987          | Heat and Sunlight                        | Ano     | —          | Ne        | Ano    |                                                              |
| 1988          | Baja Oklahoma                            | Ne      | Ne         | Ne        | Ano    |                                                              |
| 1988          | Dead Solid Perfect                       | Ne      | Ne         | Ne        | Ano    |                                                              |
| 1988          | The Street                               | Ano     | —          | —         | Ne     | Televizní seriál; čtyři epizody.                             |
| 1989          | The Method                               | Ne      | Ano        | Ne        | Ne     |                                                              |
| 1990          | Rainbow Drive                            | Ne      | Ne         | Ne        | Ano    |                                                              |
| 1990          | Words for the Dying                      | Ano     | —          | —         | Ano    | Dokumentární film.                                           |
| 1992          | Beverly Hills 90210                      | Ne      | Ne         | Ne        | Ano    | Televizní seriál; epizoda „Wild Horses“.                     |
| 1995          | Naomi & Wynonna: Love Can Build a Bridge | Ne      | Ne         | Ne        | Ano    |                                                              |
| 1995          | Copycat                                  | Ne      | Ne         | Ne        | Ano    |                                                              |
| 1996          | Amanda                                   | Ne      | Ne         | Ne        | Ano    |                                                              |
| 1996          | Chalk                                    | Ano     | Ano        | Ne        | Ne     |                                                              |
| 1997          | Tell Me No Secrets                       | Ne      | Ne         | Ne        | Ano    |                                                              |
| 1997          | The Inheritance                          | Ne      | Ne         | Ne        | Ano    |                                                              |
| 1998          | A Town Has Turned to Dust                | Ano     | Ne         | Ne        | Ne     |                                                              |
| 1998          | Profiler                                 | Ne      | Ne         | Ne        | Ano    | Televizní seriál; epizoda „Birthright“.                      |
| 2000          | Clouds                                   | Ne      | Ne         | Ne        | Ano    |                                                              |
| 2000          | Stroke                                   | Ano     | —          | Ano       | Ne     |                                                              |
| 2000          | Singing                                  | Ano     | —          | Ano       | Ne     |                                                              |
| 2000          | Winter Oranges                           | Ano     | —          | Ano       | Ne     |                                                              |
| 2001          | Scheme C6                                | Ano     | —          | Ano       | Ne     |                                                              |
| 2001          | Bill's Gun Shop                          | Ne      | Ano        | Ano       | Ne     |                                                              |
| 2002          | Dancing at the Harvest Moon              | Ne      | Ne         | Ne        | Ano    |                                                              |
| 2002          | Noise                                    | Ano     | —          | Ano       | Ano    |                                                              |
| 2002          | Attitude                                 | Ano     | —          | —         | Ne     |                                                              |
| 2004          | Samt                                     | Ano     | —          | Ano       | —      |                                                              |
| 2005          | Security                                 | Ano     | —          | —         | —      |                                                              |
| 2005          | Need                                     | Ano     | —          | Ne        | Ano    |                                                              |
| 2005          | Berkeley                                 | Ne      | Ne         | Ne        | Ano    |                                                              |
| 2006          | Opening                                  | Ano     | —          | —         | —      |                                                              |
| 2006          | Pan                                      | Ano     | —          | Ano       | Ne     |                                                              |
| 2006          | Cine Manifest                            | Ne      | Ne         | Ne        | Ano    | Dokumentární film.                                           |
| 2007          | Used                                     | Ano     | —          | Ano       | Ano    |                                                              |
| 2007          | Go Together                              | Ano     | —          | Ano       | Ano    |                                                              |
| 2007          | Sophisticated Acquaintance               | Ne      | Ne         | Ne        | Ano    | Vypravěč.                                                    |
| 2008          | …and on the 7th Day, God Rocked          | Ne      | Ne         | Ne        | Ano    |                                                              |
| 2008          | Presque Isle                             | Ano     | Ano        | Ano       | Ne     |                                                              |
| 2008          | Frank Dead Souls                         | Ano     | —          | Ano       | —      |                                                              |
| 2009          | Imbued                                   | Ano     | Ano        | Ano       | Ne     |                                                              |
| 2010          | Sand                                     | Ano     | —          | —         | —      |                                                              |
| 2011          | The Steppes                              | Ano     | —          | —         | —      |                                                              |
| 2011          | What Happened Here?                      | Ano     | —          | Ano       | Ano    | Dokumentární film.                                           |
| 2011          | Skipper                                  | Ne      | Ne         | Ne        | Ano    |                                                              |
| 2012          | Maelstrom                                | Ano     | —          | Ano       | —      |                                                              |
| 2012          | The Will                                 | Ano     | —          | —         | Ano    | Krátkometrážní film.                                         |
| 2012          | 394 Whiskey/Juliet                       | Ano     | —          | Ano       | —      | Krátkometrážní film.                                         |
| 2012          | 99%                                      | Ne      | Ne         | Ne        | Ano    |                                                              |
| 2013          | A Leap to Take                           | Ano     | —          | Ano       | —      |                                                              |
| 2013          | Collapse                                 | Ano     | —          | Ano       | —      |                                                              |
| 2013          | What Mad Pursuit?                        | Ne      | Ne         | Ne        | Ano    | Dokumentární film.                                           |
| 2014          | A Bridge to a Border                     | Ano     | —          | Ano       | Ne     |                                                              |
| 2014          | Eshu Chant for David                     | Ano     | —          | Ano       | —      |                                                              |
| 2015          | Permission to Touch                      | Ano     | —          | Ano       | Ano    |                                                              |
| 2015          | Raise Your Kids on Seltzer               | Ne      | Ne         | Ne        | Ano    |                                                              |
| 2015          | Sacred Blood                             | Ne      | Ne         | Ne        | Ano    |                                                              |
| 2016          | Love Twice                               | Ano     | —          | Ano       | Ano    |                                                              |
| 2016          | Next Week in Bologna                     | Ano     | —          | Ano       | Ano    |                                                              |
| 2016          | Devised                                  | Ano     | —          | —         | —      |                                                              |
| 2017          | The Fourth Movement                      | Ano     | —          | Ano       | Ano    |                                                              |
| 2017          | Ezer Kenegdo                             | Ne      | Ne         | Ne        | Ano    |                                                              |
| 2018          | Overwhelm the Sky                        | Ne      | Ne         | Ne        | Ano    |                                                              |
| 2018          | Odds                                     | Ne      | Ne         | Ne        | Ano    |                                                              |
| 2019          | Arid Cut                                 | Ano     | —          | Ano       | —      |                                                              |
| 2021          | Center Divide                            | Ano     | —          | Ano       | —      |                                                              |
| 2021          | Alexis Harte: Thirsty                    | Ne      | Ne         | Ne        | Ano    | Hudební videoklip.                                           |
| 2022          | Faultline                                | Ano     | —          | Ano       | —      |                                                              |
| bude oznámeno | A Direct Action Story                    | Ne      | Ne         | Ne        | Ano    | Post-produkce. Dokumentární film.                            |
| bude oznámeno | Children Born of the Water               | Ano     | —          | —         | —      | Pre-produkce.                                                |